# 전자 악기

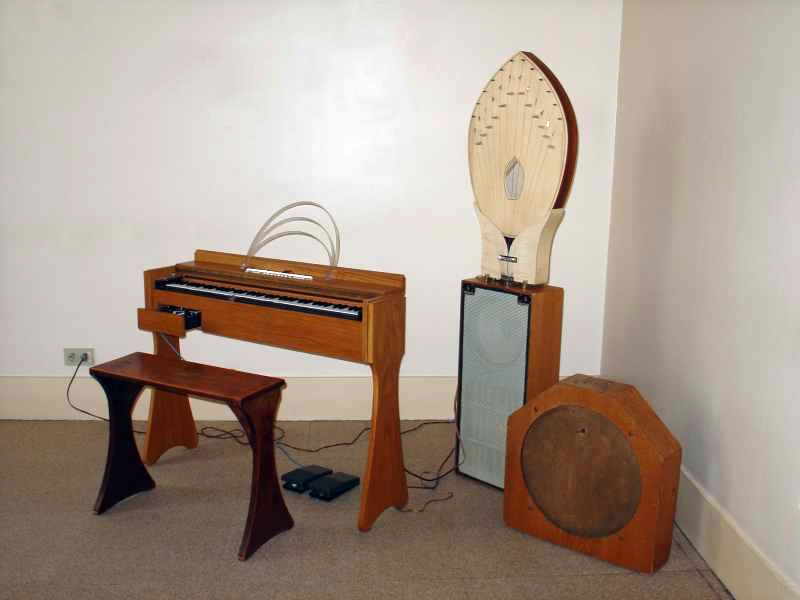
1928년 모리스 마르트노가 만든 옹드 마르트노

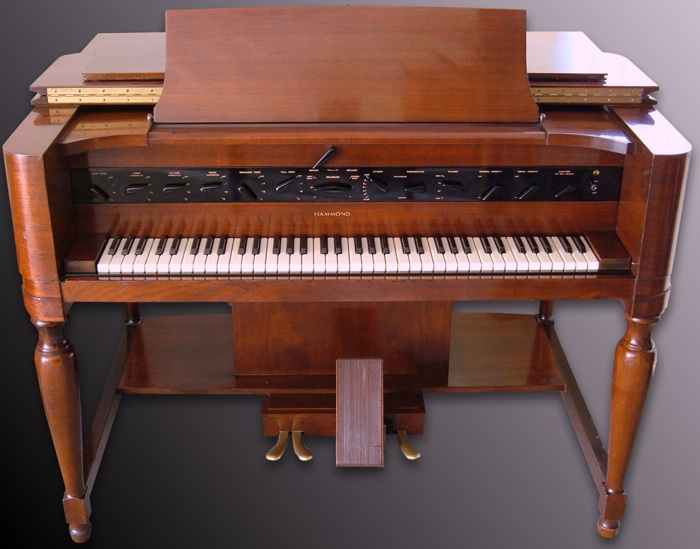
Hammond Novachord (1939)

전자 악기(영어: electronic musical instrument, 일본어: 電子楽器; でんしがっき)란 전기 회로를 통해 소리를 내는 악기를 말한다. 이것은 전기 악기가 기계적으로 소리를 내거나, 소리를 증폭하거나 전자적으로 바꾸는 것과는 다른 것이다. 그런 전자 공학과는 관련이 없는 악기들을 전기 악기라고 부른다. 가령 전기 기타는 전자 악기에 속하지 않는다.

## 종류
- 신디사이저
- 건반
- 디지털 피아노

## 같이 보기
- 비주얼 뮤직
- 오실로스코프
- 스테레오
- 보코더
- 메트로놈
- 레이저 히드라